# Arcacythere inceptiocelata
Arcacythere inceptiocelata is een mosselkreeftjessoort uit de familie van de Trachyleberididae. De wetenschappelijke naam van de soort is voor het eerst geldig gepubliceerd in 1982 door Whatley, Uffenorde, Harlow, Downing & Kesler.